# 贡山九子母
贡山九子母（学名：Dobinea vulgaris）为漆树科九子母属下的一个种。